# Nizina Hudsońska

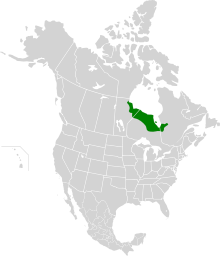
Nizina Hudsońska

Nizina Hudsońska (ang. Hudson Bay Lowlands, fr. Basses terres de la baie d’Hudson) – nizina w Ameryce Północnej, na obszarze Kanady (prowincje Ontario i Manitoba), ciągnąca się wzdłuż południowych i wschodnich brzegów Zatoki Hudsona.
Nizina leży w klimacie umiarkowanym chłodnym oraz subpolarnym (na północy). Średnia temperatura w styczniu wynosi -27 °C, a w lipcu 13 °C. Suma opadów wynosi od 400 do 700 mm rocznie.
Sieć rzeczna jest gęsta. Najdłuższe rzeki to: Churchill, Nelson, Severn, Albany. Rzeki mają duży potencjał energetyczny. Na Nelson wybudowano dwie hydroelektrownie.
Występuje tu roślinność typu tajga, z lasami świerkowo-jodłowymi (południe niziny), lasotundra, z przewagą świerków i modrzewi (środek niziny) oraz tundra (północ niziny i wybrzeże Zatoki Hudsona).
Faunę tworzą: niedźwiedź polarny, lis polarny, łoś, karibu, zając bielak, leming.
Ze względu na surowe warunki klimatyczne na terenie niziny żyje bardzo niewiele ludzi. Gęstość zaludnienia i sieć miejscowości są bardzo niewielkie. Główne miasto regionu, Churchill, liczy 963 mieszkańców (2001).